# 圣地亚哥原则
圣地亚哥原则（The Santiago Principles）是一套适用于主权财富基金（SWF）的自愿性指导原则。该原则共有24项，由主权财富基金国际工作组（International Working Group of Sovereign Wealth Funds, IWG-SWF）于2008年向国际货币与金融委员会（IMFC）提交。IWG-SWF已被国际主权基金论坛（IFSWF）取代。目前已有至少25个国家签署了该原则。

## 概述
圣地亚哥原则的指导宗旨是：
- 帮助维护一个稳定的全球金融体系以及资金和投资的自由流动；
- 遵守其所投资国家所有适用的监管与披露要求；
- 从经济和金融风险以及相关的收益考虑出发进行投资；以及
- 制定一套透明和健全的治理结构，以便形成适当的操作控制、风险管理和问责制。